# Województwo rzeszowskie (1945–1975)

Województwo w latach 1946–1950

Województwo rzeszowskie – jedno z województw istniejących w Polsce w latach 1945–1975, utworzone głównie w miejsce przedzielonego nową granicą państwową województwa lwowskiego, którego stolica, Lwów, znalazła się w ZSRR. Ponieważ Przemyśl, który był tradycyjnie głównym ośrodkiem miejskim tego regionu (ziemia przemyska), położony był zbyt blisko granicy, stolicę nowego województwa zorganizowano w centralnie położonym Rzeszowie, mieście w 1945 r. znacznie mniejszym od Przemyśla.

## Geneza
W miesiąc po rozpoczęciu swojej działalności PKWN wydał Dekret Polskiego Komitetu Wyzwolenia Narodowego z dnia 21 sierpnia 1944 r. o trybie powołania władz administracji ogólnej I i II instancji (Dz.U. z 1944 r. nr 2, poz. 8), który wszedł w życie 22 sierpnia 1944. W dekrecie tym (art. 11) zniesiono strukturę administracyjną wprowadzoną przez Niemcy i przywrócono przedwojenny podział administracyjny Polski. Tym samym na obszarze południowo-wschodniej części państwa polskiego ponownie zaczęło funkcjonować województwo lwowskie, jednakże w okrojonym kształcie terytorialnym i z faktyczną stolicą w Rzeszowie, gdzie 18 sierpnia 1944 powołano Wojewódzką Radę Narodową obejmującą swą jurysdykcją wyłącznie te tereny przedwojennego województwa lwowskiego, które na mocy Porozumienia między PKWN a rządem ZSRR o polsko-radzieckiej granicy z 27 lipca 1944 r. nie zostały wcielone do Związku Radzieckiego.
Przez niemal cały następny rok nie używano nazwy województwa (jeżeli już trzeba było o nim wspomnieć, stosowano zwykle określenie „województwo z siedzibą w Rzeszowie”), a jego obszar ewoluował ze względu na brak jednoznacznych i mających powszechne uznanie prawnomiędzynarodowe ustaleń co do nowej granicy Polski na wschodzie (np. w „Rzeszowskim Dzienniku Wojewódzkim” ze stycznia 1945 roku wśród miejscowości powiatu leskiego wymieniono Ustrzyki Dolne, Czarną, Lutowiska i Łobozew, które faktycznie do 1951 roku znajdowały się po drugiej stronie granicy).
Dopiero 7 lipca 1945 r. PKWN wydał dekret o utworzeniu województwa rzeszowskiego (Dz.U. z 1945 r. nr 27, poz. 168), określający ostatecznie jego granice i wchodzący w życie dniem 18 sierpnia. Zgodnie z dekretem, nowe województwo składało się z 13 powiatów byłego województwa lwowskiego: brzozowskiego, jarosławskiego, kolbuszowskiego, krośnieńskiego, lubaczowskiego, leskiego, łańcuckiego, niżańskiego, przemyskiego, przeworskiego, sanockiego, rzeszowskiego i tarnobrzeskiego, oraz 4 powiatów przed wojną i tuż po wojnie wchodzących w skład województwa krakowskiego: dębickiego, jasielskiego, gorlickiego i mieleckiego. Kilka dni wcześniej do województwa lubelskiego przyłączono północne skrawki powiatu rawskiego (gminy Lubycza Królewska, Uhnów i Tarnoszyn) i zachodnie powiatu sokalskiego (gminy Krystynopol, Chorobrów, Waręż i Bełz) z byłego województwa lwowskiego.
Ostateczny kształt, obowiązujący do reformy administracyjnej w 1975 roku, województwo rzeszowskie przyjęło 15 lutego 1951 r., gdy na mocy polsko-radzieckiej umowy do Polski przyłączono część Bieszczadów z Ustrzykami Dolnymi.

## Ludność
| Data                         | Liczba mieszkańców | Liczba mieszkańców | Liczba mieszkańców  |
| Data                         | ogółem             | miejska (%)        | wiejska (%)         |
| ---------------------------- | ------------------ | ------------------ | ------------------- |
| 14 II 1946 (spis sumaryczny) | 1 535 400          | 235 403 (15,33%)   | 1 299 997 (84,67%)  |
| 3 XII 1950 (spis powszechny) | 1 367 472          | 234 426 (17,14%)   | 1 133 046 (82,86%)  |
| 31 XII 1956                  | 1565 tys.          | 341 tys. (21,8%)   | 1224 tys. (78,2%)   |
| 1959                         | 1617,8 tys.        | b.d. (23%)         | b.d. (77%)          |
| 6 XII 1960 (spis powszechny) | 1 586 157          | 387 035 (24,4%)    | 1 199 122 (75,6%)   |
| 1962                         | 1643,6 tys.        | b.d. (24,7%)       | b.d. (75,3%)        |
| 31 XII 1963                  | 1665 tys.          | 415 tys. (24,9%)   | 1250 tys. (75,1%)   |
| 31 XII 1965                  | 1692,8 tys.        | b.d.               | b.d.                |
| 1967                         | 1719,6 tys.        | b.d.               | b.d.                |
| 31 XII 1968                  | 1747 tys.          | 459 tys. (26,3%)   | 1288 tys. (73,7%)   |
| 8 XII 1970 (spis powszechny) | 1 757 460          | 484 044 (27,54%)   | 1 273 416 (72,46%)  |
| 31 XII 1971                  | 1773,1 tys.        | 494,8 tys. (27,9%) | 1278,3 tys. (72,1%) |
| 31 XII 1972                  | 1792,1 tys.        | 511 tys. (28,5%)   | 1281,1 tys. (71,5%) |
| 31 XII 1973                  | 1802 tys.          | 535 tys. (29,7%)   | 1267 tys. (70,3%)   |
| 31 XII 1974                  | 1821 tys.          | 548 tys. (30,1%)   | 1273 tys. (69,7%)   |

## Podział administracyjny

### 1946
| Powiat       | Powierzchnia (km²) | Liczba ludności 14 II 1946 | Liczba ludności 14 II 1946 |
| Powiat       | Powierzchnia (km²) | ogółem                     | na km²                     |
| ------------ | ------------------ | -------------------------- | -------------------------- |
| brzozowski   | 684                | 75 988                     | 111                        |
| dębicki      | 1141               | 113 323                    | 99                         |
| gorlicki     | 1079               | 96 585                     | 90                         |
| jarosławski  | 1397               | 132 938                    | 95                         |
| jasielski    | 1055               | 104 104                    | 99                         |
| kolbuszowski | 873                | 65 670                     | 75                         |
| krośnieński  | 934                | 102 064                    | 109                        |
| leski        | 1622               | 39 354                     | 24                         |
| lubaczowski  | 1258               | 54 189                     | 43                         |
| łańcucki     | 889                | 100 238                    | 113                        |
| mielecki     | 901                | 75 604                     | 84                         |
| niżański     | 973                | 65 701                     | 68                         |
| przemyski    | 1479               | 89 842                     | 61                         |
| przeworski   | 415                | 66 103                     | 159                        |
| rzeszowski   | 1270               | 193 833                    | 153                        |
| sanocki      | 1282               | 87 997                     | 69                         |
| tarnobrzeski | 949                | 71 867                     | 76                         |

### 1973
Źródło:
| Powiat                 | Powierzchnia (km²) | Liczba ludności 31 XII 1972 | Liczba ludności 31 XII 1972 | Miasta | Miasta                                            | Gminy | Siedziba     |
| Powiat                 | Powierzchnia (km²) | ogółem (tys.)               | na km²                      | ogółem | w tym posiadające wspólną radę narodową z gminami | Gminy | Siedziba     |
| ---------------------- | ------------------ | --------------------------- | --------------------------- | ------ | ------------------------------------------------- | ----- | ------------ |
| bieszczadzki           | 2909               | 70,1                        | 25                          | 2      | 0                                                 | 14    | Lesko        |
| brzozowski             | 700                | 72,7                        | 106                         | 2      | 1                                                 | 8     | Brzozów      |
| dębicki                | 594                | 80,3                        | 135                         | 2      | 1                                                 | 5     | Dębica       |
| gorlicki               | 1071               | 98,5                        | 92                          | 2      | 0                                                 | 12    | Gorlice      |
| jarosławski            | 1291               | 115,1                       | 89                          | 3      | 1                                                 | 11    | Jarosław     |
| jasielski              | 1023               | 120,4                       | 118                         | 1      | 4                                                 | 12    | Jasło        |
| kolbuszowski           | 890                | 65,1                        | 73                          | 2      | 1                                                 | 7     | Kolbuszowa   |
| krośnieński            | 1169               | 137                         | 117                         | 5      | 4                                                 | 10    | Krosno       |
| leżajski               | 662                | 59,9                        | 90                          | 2      | 0                                                 | 8     | Leżajsk      |
| lubaczowski            | 1302               | 53,3                        | 41                          | 2      | 1                                                 | 7     | Lubaczów     |
| łańcucki               | 452                | 64,9                        | 144                         | 1      | 0                                                 | 8     | Łańcut       |
| mielecki               | 881                | 104,6                       | 119                         | 2      | 1                                                 | 8     | Mielec       |
| niżański               | 949                | 69,5                        | 73                          | 3      | 2                                                 | 8     | Nisko        |
| przemyski              | 1225               | 70,9                        | 58                          | 0      | 0                                                 | 10    | Przemyśl     |
| Przemyśl (miejski)     | 33                 | 54,8                        | 1680                        | 1      | nd.                                               | nd.   | Przemyśl     |
| przeworski             | 420                | 61,9                        | 147                         | 2      | 1                                                 | 6     | Przeworsk    |
| ropczycki              | 549                | 59,5                        | 108                         | 2      | 0                                                 | 5     | Ropczyce     |
| rzeszowski             | 906                | 124,9                       | 138                         | 3      | 3                                                 | 12    | Rzeszów      |
| Rzeszów (miejski)      | 40                 | 86,2                        | 2138                        | 1      | nd.                                               | nd.   | Rzeszów      |
| Sanok (miejski)        | 71                 | 29,5                        | 415                         | 1      | nd.                                               | nd.   | Sanok        |
| Stalowa Wola (miejski) | 53                 | 32,3                        | 611                         | 1      | nd.                                               | nd.   | Stalowa Wola |
| strzyżowski            | 495                | 57,9                        | 117                         | 1      | 0                                                 | 5     | Strzyżów     |
| tarnobrzeski           | 879                | 102,8                       | 117                         | 4      | 1                                                 | 8     | Tarnobrzeg   |